# نبعل (إله)
نَبْعَل أو نبعال (بخط المسند: ) هو الإله الوصي على مدينة كمناهو في مملكة معين، جنوب الجزيرة العربية قديماً.